# Ahornallee (Fernsehserie)
Ahornallee war nach Gute Zeiten, schlechte Zeiten, Unter uns und Alles was zählt die vierte RTL-Seifenoper.
Im Mittelpunkt stand ein nach dem Tod seiner Frau alleinerziehender Vater zweier Kinder, der, von Existenzsorgen geplagt, mit diesen in der Großstadt Düsseldorf ein neues Leben beginnen wollte.
Die Serie zeigte vor allem gesellschaftliche Differenzen auf, der Kleinkrieg der armen Familie mit den anderen, wohlhabenden Bewohnern der Ahornallee.

## Handlung
Das Leben des Familienvaters Willi Schlosser (Ulrich Schmissat) ist nicht leicht, vor allem nicht nach dem Tod seiner Frau. Finanzielle Probleme und Existenzsorgen machen ihm und seinen beiden Kindern Petra (Julia Dellgrün) und Jan (Sascha Kekez) in ihrer Heimat Herford zu schaffen, da beschließen sie, in Düsseldorf einen Neuanfang zu wagen. Willis alter Freund Karsten Winterberg (Wolfgang Bott) hat ihm eine Stelle als Hausmeister in der Ahornallee besorgt. Besonders Petra hat sich von einem Leben in der Großstadt viel versprochen. Doch dieses ist mit dramatischen Entwicklungen verbunden: Die Familie wird von den anderen Bewohnern, die im Gegensatz im Wohlstand leben, verspottet. Dieser Kampf macht sich auch unter den Jugendlichen breit. Richtig problematisch wird es erst, als sich Jan  in Jasmin Keller (Florence Joy Büttner), die Tochter des Arztes Dr. Markus Keller (Hans Holzbecher), verliebt.

## Produktion
Die Serie trug anfangs den Arbeitstitel Düsseldorf 40220 und wurde ab dem 8. Februar 2007 von Tresor TV produziert. Anders als bei den bisherigen Seifenopern von RTL wurde Ahornallee nicht auf einer großen Studiofläche gedreht, sondern in einem Altbau in München. Diese Produktionsweise, die einerseits die Produktionskosten senken, andererseits der Serie einen authentischen Charakter geben sollte, wurde im deutschen Fernsehen zuvor nicht bei Seifenopern, sondern nur bei Doku-Soaps und Pseudo-Dokus angewandt.

## Ausstrahlung und Einschaltquoten
Die Serie wurde vom 16. April bis 15. Juni 2007 von 17:00 Uhr bis 17:30 Uhr in 42 Folgen ausgestrahlt. Eine unvollständige Auflistung gemessener Einschaltquoten und Marktanteile veranschaulicht folgende Tabelle:
| Datum          | Zuschauer | Zuschauer       | Marktanteil | Marktanteil     | Quellen |
| Datum          | Gesamt    | 14 bis 49 Jahre | Marktanteil | Marktanteil     | Quellen |
| Datum          | Gesamt    | 14 bis 49 Jahre | Gesamt      | 14 bis 49 Jahre | Quellen |
| -------------- | --------- | --------------- | ----------- | --------------- | ------- |
| 16. April 2007 | 0,81 Mio. | 0,39 Mio.       | 8,4 %       | 11,4 %          | [ 2 ]   |
| 17. April 2007 | 0,78 Mio. | –               | –           | 9,0 %           | [ 3 ]   |
| 18. April 2007 | –         | –               | –           | 9,9 %           | [ 4 ]   |
| 20. April 2007 | –         | 0,35 Mio.       | –           | 8,0 %           | [ 5 ]   |
| 23. April 2007 | 0,66 Mio. | 0,28 Mio.       | 6,4 %       | 7,3 %           | [ 6 ]   |
| 15. Mai 2007   | –         | –               | –           | 9,6 %           | [ 7 ]   |

Die Einschaltquoten der Serie bewegten sich seit Beginn der Ausstrahlung am 16. April 2007 deutlich unter dem Senderschnitt von RTL. Als erste Reaktion verzichtete RTL ab dem 21. Mai 2007 auf die (ebenfalls quotenschwachen) Wiederholungen der jeweils vorhergehenden Folge am Vormittag. Wenige Tage später, am 23. Mai 2007, gab RTL bekannt, die Serie nach der Ausstrahlung der Folge vom 15. Juni 2007 aus dem Programm zu nehmen. Während andere Sender bereits häufiger Telenovelas oder Daily-Soaps wegen schlechter Quoten aus dem Programm genommen haben, war die Absetzung der Ahornallee der erste Fall, in dem RTL eine derartige Entscheidung für eine fortlaufende tägliche Serie getroffen hat.
Bereits zum Sendestart wurde jede ausgestrahlte Folge im Anschluss auf RTLNOW zur Verfügung gestellt. Obwohl die bereits produzierten 18 Folgen aufgrund der schlechten Einschaltquoten nicht mehr im täglichen Fernsehprogramm ausgestrahlt wurden, kündigte RTL Mitte Juni 2007 an, die Folgen ebenfalls auf RTLNOW zur Verfügung zu stellen. Ahornallee war die erste deutsche TV-Serie, bei der diese Möglichkeit vom Sender genutzt wurde.

## Hintergrund
In der Villa, in der die Serie spielte, befanden sich sechs Wohnungen, sowie im Erdgeschoss die Praxis des im Haus wohnenden Schönheitschirurgen. Der Hauptcast bestand aus 18 Schauspielern mit einem großen Anteil jugendlicher Darsteller, deren Liebesgeschichten, Wünsche, Geheimnisse, Nöte und Sorgen erzählt wurden. So hatte Hausmeistertochter Petra (Julia Dellgrün) Schwierigkeiten, sich auf ihrer neuen Schule zu etablieren, da sie dort vor allem wegen ihrer Herkunft und ärmlichen Verhältnisse gehänselt wurde.

## Besetzung

### Hauptdarsteller
Sortiert nach der Reihenfolge des Einstiegs.
| Schauspieler          | Rollenname               | Episoden | Bemerkungen | Zeitraum |
| Ulrich Schmissat      | Willi Schlosser          | 1–60     | Hausmeister der Ahornallee                                                                                       | 2007     |
| Julia Dellgrün        | Petra Schlosser          | 1–60     | Tochter des Hausmeisters                                                                                         | 2007     |
| Sascha Kekez          | Jan Schlosser            | 1–60     | Sohn des Hausmeisters                                                                                            | 2007     |
| Florence Joy Büttner  | Jasmin Keller            | 1–60     | Tochter des Schönheitschirurgen                                                                                  | 2007     |
| Hans Holzbecher       | Dr. Markus Keller        | 1–41     | Schönheitschirurg, möchte in Folge 54 wieder zu seiner Familie zurückkehren, entscheidet sich dann jedoch anders | 2007     |
| Claudia Neidig        | Ilona Keller             | 1–60     | Frau des Schönheitschirurgen                                                                                     | 2007     |
| Christoph Kornschober | Stefan Winterberg        | 1–60     | Sohn von Karsten Winterberg                                                                                      | 2007     |
| Tanja Kuntze          | Erika Winterberg         | 1–60     | Ehefrau von Karsten Winterberg                                                                                   | 2007     |
| Marylu-Saskia Poolman | Julia Winterberg         | 1–60     | Tochter von Karsten Winterberg                                                                                   | 2007     |
| Wolfgang Bott         | Karsten Winterberg       | 1–60     | Führt ein Doppelleben                                                                                            | 2007     |
| Christiane Scheda     | Silvia Eichhoff          | 1–60     | Alleinerziehende Studienrätin                                                                                    | 2007     |
| Maximilian Vollmar    | Lukas Eichhoff           | 1–60     | Sohn der Studienrätin                                                                                            | 2007     |
| Mascha Müller         | Vanessa Eichhoff         | 1–60     | Tochter der Studienrätin                                                                                         | 2007     |
| Lisa Grossmann        | Isabelle Ferenczy        | 1–60     | trägt ein dunkles Geheimnis ihres Reichtums                                                                      | 2007     |
| Andreas Goebel        | Udo Meister              | 1–60     | Ferenczys Lebensgefährte                                                                                         | 2007     |
| Christopher Kohn      | Manfred „Manni“ Lutz jr. | 2–60     | Sohn von Manfred Lutz sr.                                                                                        | 2007     |
| Horst Krebs           | Manfred Lutz sr.         | 2–60     | Bauunternehmer                                                                                                   | 2007     |
| Annette Heimerzheim   | Christine Lutz           | 3–60     | Ehefrau von Manfred Lutz sr. und Mutter von jr.                                                                  | 2007     |

### Nebendarsteller
Sortiert nach der Reihenfolge des Einstiegs.
| Schauspieler        | Rollenname      | Episoden | Zeitraum | Bemerkungen                 |
| Benjamin Hartinger  | Paul Dauner     | 8–45     | 2007     | Sohn von Karsten Winterberg |
| Michaela Schaffrath | Anke Dauner     | 8–60     | 2007     | Mutter von Paul             |
| Thomas Trüschler    | Milan Ivankovic | 8–60     | 2007     | Milans Lounge               |
| Jan Dirks           | Olaf            | 26–33    | 2007     | Bekannter von Stefan        |

## Episodenliste
1. Der Einzug (16. April 2007)
2. Die Übernachtung (17. April 2007)
3. Die Versuchung (18. April 2007)
4. Der Body (19. April 2007)
5. Die Klausur (20. April 2007)
6. Das Kontaktverbot (23. April 2007)
7. Der Geburtstag (24. April 2007)
8. Die Freundin (25. April 2007)
9. Die Unterschrift (26. April 2007)
10. Die Unterstellung (27. April 2007)
11. Der Spion (30. April 2007)
12. Der Computer (2. Mai 2007)
13. Der Trick (3. Mai 2007)
14. Die Überforderung (4. Mai 2007)
15. Die Fahrschule (7. Mai 2007)
16. Der Job (8. Mai 2007)
17. Der Videoabend (9. Mai 2007)
18. Das Handy (10. Mai 2007)
19. Die Eifersucht (11. Mai 2007)
20. Die Wiedergutmachung (14. Mai 2007)
21. Die Tanzschule (15. Mai 2007)
22. Die Nacht (16. Mai 2007)
23. Der Vorwurf (18. Mai 2007)
24. Das Geschenk (21. Mai 2007)
25. Das Festival (22. Mai 2007)
26. Das Casting (23. Mai 2007)
27. Der Ausschluss (24. Mai 2007)
28. Das Bild (25. Mai 2007)
29. Die Radiobotschaft (29. Mai 2007)
30. Die Karte (30. Mai 2007)
31. Der BH (31. Mai 2007)
32. Der Comic (1. Juni 2007)
33. Die Notlüge (4. Juni 2007)
34. Die Beichte (5. Juni 2007)
35. Das Geheimnis (6. Juni 2007)
36. Der Denkzettel (7. Juni 2007)
37. Das Amulett (8. Juni 2007)
38. Die Spende (11. Juni 2007)
39. Die Forderung (12. Juni 2007)
40. Die Musterung (13. Juni 2007)
41. Das Foto (14. Juni 2007)
42. Der Test (15. Juni 2007)
43. Die Schlägerei
44. Der Diebstahl
45. Die Premiere
46. Der Bandscheibenvorfall
47. Die Entschuldigung
48. Die Fälschung
49. Die Ermittlung
50. Die Haushälterin
51. Die Schuldgefühle
52. Das Phantombild
53. Der Schlüssel
54. Der Brief
55. Der Druck
56. Der Plan
57. Die Zeugin
58. Die Gegenüberstellung
59. Das Geständnis
60. Die Entscheidung

## Regie
| Regisseur(in)       | Folgen        |
| ------------------- | ------------- |
| Wolfgang Frank      | (1–5) (11–15) |
| Walter A. Franke    | (21–25)       |
| Michael Tasche      | (26–30)       |
| Thomas Tomaschowski | (6–10)        |
| Jürgen R. Weber     | (16–20)       |